# アントワーヌ・ド・サン＝テグジュペリ
アントワーヌ・マリー・ジャン＝バティスト・ロジェ・ド・サン＝テグジュペリ（Antoine Marie Jean-Baptiste Roger, vicomte de Saint-Exupéry、1900年6月29日 - 1944年7月31日?）は、フランスの小説家、飛行士。郵便輸送のためのパイロットとして、欧州-南米間の飛行航路開拓などにも携わった。読者からはSaint-Exupéryを略したSaint-Exから「サンテックス」の愛称で親しまれる。
フランス内陸部のリヨン生まれ。飛行家としての経験を素材に、豊かな想像力と人間の本質を見極める観察眼で、詩情豊かな名作を世に出した。なかでも『星の王子さま』は世界中で長く愛読されている。ほかに『南方郵便機』『夜間飛行』、エッセイ集『人間の土地』など。

## 略歴

### 生い立ち
リヨンの伯爵の子として生まれる。イエズス会のノートルダム・ド・サント・クロワ学院を経て、スイスのフリブールにある聖ヨハネ学院では文学にいそしむ。
兵役（志願）で陸軍飛行連隊に所属し、異例の経歴で軍の操縦士（士官）となる。退役後（士官であったため、陸軍予備役少尉となる）は自動車販売員などに就業した後、民間の郵便航空業界に入り、定期郵便飛行に携わる。

### 作家デビュー
1926年、26歳で作家として本格的にデビューし、寡作ながら以後、自分のパイロットとしての体験に基づいた作品を発表。著作は世界中で読まれた。
元パイロットの人気作家として名が売れたが、仲間のパイロットの間では反感も強かったという。後に敵となるドイツ空軍にも信奉者はおり、「サン＝テグジュペリが所属する部隊とは戦いたくない」と語った兵士もいたという。
1931年、代表作の一つである『夜間飛行』を出版。
1935年、フランス～ベトナム間最短時間飛行記録に挑戦するも、機体トラブルでサハラ砂漠に不時着。一時は絶望視されるも、3日後に徒歩でカイロに生還した（この体験が後の『星の王子さま』に反映されている）。
1939年、代表作の一つである『人間の土地』を出版。
1943年、サン＝テグジュペリの作品中で、世界中に最も知られる代表作となる『星の王子さま』を出版した。

### 第二次世界大戦
1939年9月4日、第二次世界大戦で召集され、トゥールーズで飛行教官を務めた。前線への転属を希望したサン＝テグジュペリは、伝手を頼り、周囲の反対を押し切る形で転属を実現させる。
戦闘隊や爆撃隊は希望せず、1939年11月9日、オルコントに駐屯する偵察隊（II/33部隊）に配属された。1940年3月29日にはブロックMB.174の操縦桿を握っている。部隊は多大の損害を受けアルジェリアへ後退したが、ヴィシー政権がドイツと講和した。

### アメリカへと亡命

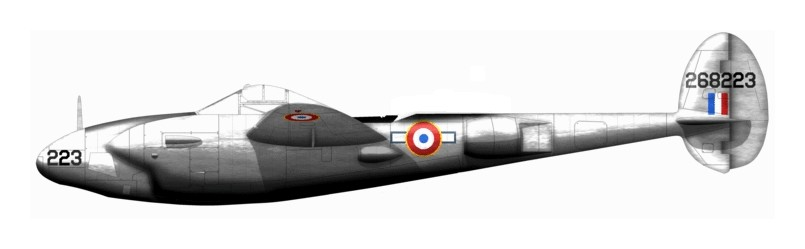

動員解除でフランス本土へ戻った後、アメリカへ亡命。1940年12月21日リスボン出航。12月31日ニューヨーク着。
亡命先のニューヨークから、自由フランス空軍（自由フランス軍の航空部隊）へ志願、再度の実戦勤務で北アフリカ戦線へ赴き、1943年6月に原隊であるII/33部隊（偵察飛行隊）に着任する。新鋭機に対する訓練期間を経て実戦配置されたが、その直後に着陸失敗による機体破損事故を起こし、1943年8月に飛行禁止処分（事実上の除隊処分）を受けてしまう。

### 写真偵察中に消息不明
必死の尽力により復帰を果たすと、爆撃機副操縦士としての着任命令（I/22部隊）を無視し、1944年5月、サルデーニャ島アルゲーロ基地に進出していたII/33部隊に戻った。このとき『ライフ』の写真家ジョン・フィリップスが同行しており、ロッキードF-5A（P-38の偵察型）に乗る写真が多数残されている。
部隊は後にコルシカ島に進出。7月31日、フランス内陸部グルノーブル、シャンベリ、アヌシー方面の写真偵察のため、F-5Bに乗ってボルゴ飛行場（現バスティア・ポレッタ国際空港）から単機で出撃するも帰還せず、消息不明となる。

## 乗機の引き揚げと戦死の確定

### 遺品と墜落機の発見

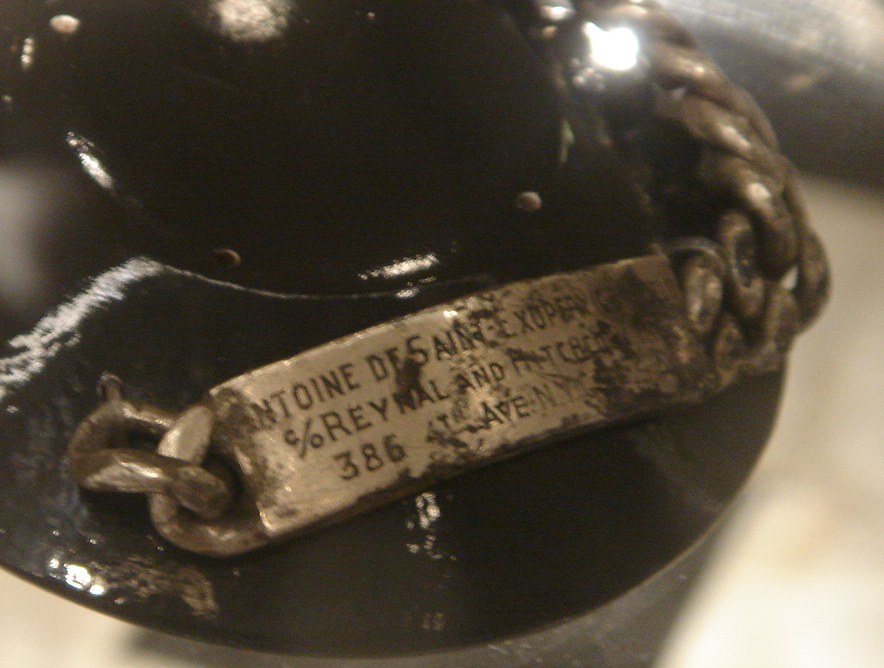
海中から引き揚げられたサン＝テグジュペリのブレスレット（1998年）

その行方は永らく不明とされていたが、1998年9月7日、地中海のマルセイユ沖にあるリュウ島近くの海域で、サン＝テグジュペリの名と、妻コンスエロの名（括弧書き）、および連絡先（c/o）としてニューヨークの出版社レイナル&ヒッチコックの名と所在地（#作品にあるように、1943年に「星の王子さま」を初出版した版元）が刻まれた、ブレスレットとみられる銀製品がトロール船によって発見された。
同海域には沈没船や墜落機の残骸が多数存在しているが、のちにサン＝テグジュペリのものと確認されるF-5Bの残骸（車輪を含む左エンジンナセル）は、1950年代には地元のダイバーによりその存在を目視されていた。
1982年には複数機種の残骸混在状態で写真撮影もされていたが、この海域は従前サン＝テグジュペリの墜落現場候補とは思われておらず、詳しく調査されることはなかった。
上記ブレスレットの発見を受けて、改めて広範囲な探索が行われた結果、2000年5月24日に上記残骸がサン＝テグジュペリの搭乗機であることを確認。このことが5月26日にマスメディアで報じられ、世界中に知られるところとなった。

### 墜落機の引き揚げ
遺産相続者の反対などで、引き揚げはその後も行われていなかったが、2003年になって、仏米間の政治的な状況の変化も絡んで、正式な回収許可が下り、前記の左エンジンナセルが引き揚げられ、さらに、広い海域に散乱していた多くの破片が数ヶ月かかって拾い集められた。回収物は丹念に付着物を取り除き、洗浄された。
また、F-5Bのエンジンの過給機外板に刻まれたロッキード社の製造番号により、サン＝テグジュペリの乗機であることが正式に確認され、戦死が確定した。なお、本人の遺骨は未だ見つかっていない。

### 撃墜者の特定
2008年3月15日付『ラ・プロヴァンス（電子版）』（プロヴァンスのローカル紙）に、当時ドイツ空軍の曹長で、FW190のパイロットだったホルスト・リッパート（Horst Rippert）が、サン＝テグジュペリの偵察機を撃墜したとする証言が公開された。リッパートは騎士鉄十字章を授与されたエース・パイロット（撃墜数28機）であり、戦後は西ドイツでテレビ局のスポーツリポーターとして活躍していた。
リッパートは、サン＝テグジュペリが出撃した当日の1944年7月31日にマルセイユ-トゥーロン間の地中海上空でP-38様の双発のアメリカ機を撃墜し、パイロットの離脱は確認できなかったと証言し、「もしサン＝テグジュペリだと知っていたら、絶対に撃たなかった。サン＝テグジュペリは好きな作家の一人だった」と悔やんだ。

### 事故・自殺の可能性
リッパートの証言は他の目撃証言や記録とも符合し、有力視されているが、引き揚げられたサン＝テグジュペリのF-5Bは、高速で海面に衝突したことを窺わせる痕跡はあるものの、弾痕は確認できず、その最期については未だ謎が残されている。以下の状況証拠から、サン＝テグジュペリ自身が起こした事故又は自殺の可能性も指摘される。
- サン＝テグジュペリは飛行に対する人一倍の情熱の持ち主であった反面、忍耐力に欠け、規律違反の常習犯であり、エアマンシップを持ったパイロットであるとは言い難かった。事実、サン＝テグジュペリは過去何度も事故を起こしている。
- アメリカに渡って以来、サン＝テグジュペリは精神的に塞ぎ込んでおり（『星の王子さま』はこの時期に執筆している）、失踪の8日前には、ドイツ空軍の航空戦隊が、自分たちに向けてサン＝テグジュペリ機が自暴自棄になったかのように突っ込んでくるのを目撃している（このときドイツ空軍のパイロットらは発砲せずに見逃している）。

## 家系・出自
サン＝テグジュペリの出生届には「Antoine, Jean-Baptiste, Marie, Roger de Saint-Exupéry」と記されていた 。
サン=テグジュペリ家は「11世紀にまで遡る名門貴族の家系」と言われることが多いが、実際には確認できていない（個人が特定できるのは13世紀まで。文献 に少々不明瞭な記載があり、これをも根拠とするなら11世紀にまで遡る）。
文献や資料によれば、サン=テグジュペリ家は複数の家系がある。アントワーヌの家が属するのはそのうちのひとつで、そのなかでも傍流に属する（長男でない当主が複数回）。嫡流のサン=テグジュペリ家が爵位を得たのは18世紀の終わり頃のComte de Saint Amans からで、それ以前は士族に過ぎない。明らかに爵位を得ていない時期から、サン=テグジュペリ姓を名乗っている。すなわち、「サン=テグジュペリ」は単なる固有の姓であって爵位の有無に関係がなく、「Seigneur」や「Comte」と「de Saint-Exupéry」は分離して考えるべきであろう。そして、アントワーヌの祖父フェルナン（Fernand）の「サン=テグジュペリ伯爵（Comte de Saint-Exupéry）」なる称号が本当に存在したか否かも怪しい。
彼の家系は地方士族（後に一時貴族）であって、「名門」とは呼べない（中央の宮廷貴族だけでも4000家以上ある）。しかもアントワーヌ自身は爵位を持っていなかった。そのため、出自は「元（一時は）」伯爵家で、彼の父も爵位は有しておらず、所領もない。すなわち没落貴族である。
3歳9ケ月のとき、保険監督官であった父親ジャンが脳溢血で死去。初め、母方の祖父シャルル・ド・フォンコロンブの所有する、地中海のサン＝トロペ近郊のラ＝モールの邸宅、ついで母親マリーの大叔母ド・トリコー伯爵夫人の所有するリヨンから北東に60kmほどに位置するサン＝モーリス・ド・レマンの邸宅に転居する。

## 作品

リヨンのベルクール広場に立つサン＝テグジュペリと『星の王子様』の王子の像

デビュー作『南方郵便機』（1929年）は、男女間の恋愛を描いた唯一の作品である。構成技法その他の理由から、あまり高い評価はなされていない。
『夜間飛行』（1931年）と『人間の土地』（1939年）は、ベストセラーとなり代表作として高い評価を受け、『人間の土地』でアカデミー・フランセーズ賞を受賞。現在でも世界中で広く愛読されている。アルベール・カミュの『ペスト』などとならび、伝統あるフランス植民地文学の香気を伝えるものとしても名高い。
『戦う操縦士』（1942年）は、書かれた時代背景がその存在意義と評価を決めた。アドルフ・ヒトラー著『我が闘争』に対する「民主主義の側からする返答」として高く評価され、アメリカで先行出版された英訳版『アラスへの飛行』（1942年）はベストセラーとなった。占領下のフランスでも制限付き（初版発行部数2000部余り）で発刊されたが、直ぐに発禁図書となり、地下出版物（リヨン版）として反ナチ派の間で読み継がれた。
『星の王子さま』は、自身で描いた素朴な挿絵も含め世界各国で長く愛読された作品だが、1943年4月にニューヨークの「レイナル&ヒッチコック社」から英訳版（『The Little Prince』）とフランス語原文版（『Le Petit Prince』）が、フランス本国では没後の1945年11月に、「ガリマール社」から出版された。ただし出版社自身は、実際に発売されたのは1946年になってからだと主張している。初刊は誤植が多く、挿絵も原画から忠実とは言えなかったが、1999年になりガリマールは誤りを認め、誤植や挿絵を修正した版を出版した。
この挿絵は、彼の肖像画と共にユーロ導入前の50フラン紙幣にも描かれた。
映画『紅の豚』で、1920年代の飛行艇乗りを描いた宮崎駿  は、サン＝テグジュペリの長年の愛読者である。

### 作品一覧
- 南方郵便機（フランス語版）（Courrier Sud、1929年6月）
- 夜間飛行（Vol de Nuit、1931年10月）
- 人間の土地（Terre des Hommes、1939年3月）
- 戦う操縦士（Pilot de Guerre、1942年）
- ある人質への手紙（Lettre à un Otage、1943年2月または6月）
- 星の王子さま（Le Petit Prince、1943年4月）- ※訳書多数（リンク先参照）

以下の作品は、没後の編集出版
- 城砦（Citadelle、1948年）- 未完
- 若き日の手紙1923-1931（Lettres de Jeunesse 1923-1931、1953年）
- 手帳（Carnets、1953年）
- 母への手紙（Lettres à sa Mère、1955年）
- 人生に意味を（Un Sens à la Vie、1956年）
- 戦時の記録（Écrits de Guerre、1982年）
- 踊り子マノン・他（全4巻 ; I:Manon, denseuse suive de L'Aviateur., II:Autour de Courrier Sud et de Vol de nuit., III:Je suis allé voir mon avion ce soir suive de Le pilote et de On peut croire aux hommes., IV:Sept lettres à Nathalie Paley.、2007年）- 日本語訳の刊行は未定
- 名の明かされない女性への手紙（Lettres à l'inconnue、2008年）- 同上

主な日本語訳
- 「サン＝テグジュペリ著作集」（山崎庸一郎ほか訳、みすず書房、新編 全11巻・別巻（下記）、1983-1990年）
  - 1南方郵便機　人間の大地、2夜間飛行　戦う操縦士、3人生に意味を（渡辺一民訳）
  - 4母への手紙　若き日の手紙（清水茂・山崎庸一郎訳）、5手帖（杉山毅訳）
  - 6・7・8城砦、9・10・11戦時の記録
  - 改装版〈サン＝テグジュペリ・コレクション〉全7巻（2000年）
　山崎訳の上記・4作品、戦時の記録 全3巻「ある人質への手紙」ほか
- 『人間の土地』、『夜間飛行』（堀口大學訳、新潮文庫、新訂版2012年）
- 『夜間飛行』（二木麻里訳、光文社古典新訳文庫、2010年）- ※以下は新訳
- 『人間の大地』（渋谷豊訳、光文社古典新訳文庫、2015年）
- 『戦う操縦士』（鈴木雅生訳、光文社古典新訳文庫、2018年）
- 『夜間飛行・人間の大地』（野崎歓訳、岩波文庫、2025年）

## 主な伝記・回想
- 『サン＝テグジュペリデッサン集成』 山崎庸一郎、佐藤久美子訳、みすず書房 2007年
- アラン・ヴィルコンドレ 『サン＝テグジュペリ 伝説の愛』
鳥取絹子訳、岩波書店、2006年 ISBN 4-00-023016-6
- R・M・アルベレス『サン＝テグジュペリ』 中村三郎訳、水声社 1998年
- ステイシー・シフ 『サン＝テグジュペリの生涯』 桧垣嗣子訳、新潮社 1997年
- リュック・エスタン『サン＝テグジュペリの世界 星と砂漠のはざまに』 山崎庸一郎訳、岩波書店 1990年
- 『証言と批評 サン＝テグジュペリ著作集 別巻』山崎庸一郎編訳、みすず書房 1990年
- 『ユリイカ 詩と批評 特集 サン＝テグジュペリ』2000年7月号、青土社

以下は回想 および図版
- コンスエロ・ド・サン＝テグジュペリ『バラの回想 夫サン＝テグジュペリとの14年』

香川由利子訳、文藝春秋、2000年 - 妻の遺稿
- 『庭園の五人の子どもたち　アントワーヌ・ド・サン＝テグジュペリとその家族のふるさと』

シモーヌ・ド・サン＝テグジュペリ、谷合裕香子訳、吉田書店、2012年 - 姉の回想
- レオン・ウェルト『僕の知っていたサン＝テグジュペリ』

藤本一勇訳、大月書店、2012年 - 友人の回想
- 『永遠の星の王子さま サン＝テグジュペリの最後の日々』図版本

ジョン・フィリップスほか、山崎庸一郎訳、みすず書房、1994年
- 『星の王子さまのメモワール　アントワーヌ・ド・サン＝テグジュペリの軌跡』図版本

ジャン＝ピエール・ゲノ、大林薫訳、駿河台出版社、2013年
入門書
- ナタリー・デ・ヴァリエール『「星の王子さま」の誕生 サン＝テグジュペリとその生涯』
山崎庸一郎監修、南条郁子訳、「知の再発見」双書：創元社、2000年
- 山崎庸一郎『「星の王子さま」のひと』 新潮文庫、2000年
- ポール・ウェブスター『星の王子さまを探して』 長島良三訳、角川文庫、1996年
- 稲垣直樹『サン＝テグジュペリ　人と思想』 清水書院 1992年、新装版2015年
- 武藤剛史『サン＝テグジュペリの世界　〈永遠の子ども〉の生涯と思想』 講談社選書メチエ、2022年
- 佐藤賢一『最終飛行』 文藝春秋、2021年。長編小説
- 『星の王子さまとサン＝テグジュペリ　空と人を愛した作家のすべて』 河出書房新社、2013年。作家・作品論

## 舞台化
- 2012年、宝塚歌劇団花組ミュージカル・ファンタジー『サン＝テグジュペリ』－「星の王子さま」になった操縦士（パイロット）－